# Liste der Monuments historiques in Givet
Die Liste der Monuments historiques in Givet führt die Monuments historiques in der französischen Stadt Givet auf.

## Liste der Immobilien
| Bezeichnung           | Beschreibung | Standort                      | Kennzeichnung | Schutzstatus | Datum | Bild           |
| --------------------- | --- | ----------------------------- | ------------- | ------------ | ----- | -------------- |
| Kapelle von Walcourt  | 1781 erbaut | Route de Philippeville (Lage) | PA00078442    | Classé       | 1984  | weitere Bilder |
| Rekollektinnenkloster | Konventsgebäude und Kapelle, 1683 erbaut | 18, 20 rue Mehul (Lage)       | PA00078443    | Inscrit      | 1980  | weitere Bilder |
| Festung Charlemont    | 1555 angelegt, durch Sébastien Le Prestre de Vauban erweitert | westlich der Stadt (Lage)     | PA00078444    | Inscrit      | 1927  | weitere Bilder |
| Stadtbefestigung      | Befestigung des Mont d’Haurs südlich der Stadt, Porte de France, Porte de Rancennes, Fort de Rome, Fort de Condé, Tour Grégoire und Tour Victoire; ab 1680 durch Sébastien Le Prestre de Vauban angelegt | (Lage)                        | PA00078561    | Inscrit      | 1991  | weitere Bilder |
| Rekollektenkloster    | Konventsgebäude und Kapelle, 1683 erbaut | Rue des Récollets (Lage)      | PA08000011    | Inscrit      | 2006  | weitere Bilder |
| Militärreithalle      | 1826 erbaut | Rue des Récollets (Lage)      | PA00078552    | Inscrit      | 1990  | weitere Bilder |

## Liste der Objekte
| Bezeichnung                                                            | Beschreibung | Standort                                    | Kennzeichnung | Schutzstatus   | Datum     | Bild |
| ---------------------------------------------------------------------- | --- | ------------------------------------------- | ------------- | -------------- | --------- | ---- |
| Gemälde Heiliger Antonius von Padua                                    | Ölfarbe auf Leinwand, 18. Jahrhundert | in der Kirche St-Hilaire (Lage)             | PM08000895    | Inscrit        | 1975      |      |
| Skulptur Heilige Scholastika                                           | Holz, farbig gefasst und vergoldet, um 1500; mit Nische, 18. Jahrhundert; im Hôtel de Ville deponiert                                                      | in der Kirche Notre-Dame (Lage)             | PM08001018    | Inscrit        | 1977      |      |
| Weihnachtskrippe                                                       | Pappmaschee, bemalt, zweite Hälfte des 19. Jahrhunderts | in der Kirche Notre-Dame (Lage)             | PM08001322    | Inscrit        | 2015      |      |
| Orgel                                                                  | Haupteintrag für PM08000235 | in der Kirche St-Hilaire (Lage)             | PM08000696    | Classé         | 1967      |      |
| Orgelprospekt                                                          | aus dem 17. oder 18. Jahrhundert | in der Kirche St-Hilaire (Lage)             | PM08000235    | Classé         | 1967      |      |
| Wandvertäfelung des Chorraums                                          | mit 23 Reliefbildern; Holz, zwischen 1682 und 1702 | in der Kirche St-Hilaire (Lage)             | PM08000216    | Classé         | 1970      |      |
| Gemälde Hochzeit Mariens                                               | Ölfarbe auf Leinwand, 17. Jahrhundert; nach Peter Paul Rubens; in der Kirche St-Hilaire deponiert                                                          | im Hôtel de Ville (Lage)                    | PM08000218    | Classé         | 1980      |      |
| Grabstein für Jean-Baptiste de Zeeberg und Anne-Catherine Dumenil      | Stein, bezeichnet 1672, 1684 und 1742 | in der Kirche Notre-Dame (Lage)             | PM08000220    | Classé         | 1967      |      |
| Grabstein für Marie-Françoise Joly                                     | Marmor, bezeichnet 1692 | in der Kirche St-Hilaire (Lage)             | PM08000227    | Classé         | 1967      |      |
| Grabstein für Jean de Serret und ein Demoiselle de Lynchamps           | Stein, bezeichnet 1601 und 1686 | in der Kirche St-Hilaire (Lage)             | PM08000229    | Classé         | 1967      |      |
| Wandvertäfelung der Seitenschiffe                                      | Holz, 18. Jahrhundert | in der Kirche Notre-Dame (Lage)             | PM08000214    | Classé         | 1970      |      |
| Grabstein für Pierre Belotzenson und Marguerite de Zeeberg             | Stein, bezeichnet 1681 und 1729 | in der Kirche Notre-Dame (Lage)             | PM08000222    | Classé         | 1967      |      |
| Grabstein für François Joly, Catherine Lanmar und Marie-Catherine Joly | Marmor, bezeichnet 1712 und 1720 | in der Kirche St-Hilaire (Lage)             | PM08000231    | Classé         | 1967      |      |
| Gemälde Kreuzigung                                                     | Ölfarbe auf Leinwand, 1715, Arnold Frans Rubens zugeschrieben                                                                                              | in der Kirche Notre-Dame (Lage)             | PM08000237    | Classé         | 1967      |      |
| Gemälde Kavalierperspektive von Givet                                  | Ölfarbe auf Leinwand, um 1740 | im Hôtel de Ville (Lage)                    | PM08000688    | Classé         | 2007      |      |
| Orgel                                                                  | Ensemble aus PM08000236 und PM08000710 | in der Kirche Notre-Dame (Lage)             | PM08000697    | Inscrit Classé | 1977 1980 |      |
| Orgelempore                                                            | aus dem 18. Jahrhundert | in der Kirche Notre-Dame (Lage)             | PM08000710    | Inscrit        | 1977      |      |
| Instrumentalteil der Orgel                                             | 1858 von Aristide Cavaillé-Coll gebaut | in der Kirche Notre-Dame (Lage)             | PM08000236    | Classé         | 1980      |      |
| Skulptur Heiliger Eligius                                              | Holz, farbig gefasst, 18. Jahrhundert | in der Kirche Notre-Dame (Lage)             | PM08001013    | Inscrit        | 1977      |      |
| Baldachin                                                              | Holz, farbig gefasst, 18. Jahrhundert | in der Kirche Notre-Dame (Lage)             | PM08001016    | Inscrit        | 1977      |      |
| Skulptur Madonna mit Kind                                              | Holz, farbig gefasst, 18. Jahrhundert; aus der Festungskirche St-Charles                                                                                   | Bonsecours, in der Kirche Notre-Dame (Lage) | PM08001020    | Inscrit        | 1977      |      |
| Grabstein für Thomas Duvivier                                          | Stein, 18. Jahrhundert | in der Kirche Notre-Dame (Lage)             | PM08000223    | Classé         | 1967      |      |
| Sechs Reliquiare                                                       | Holz, vergoldet, 18. Jahrhundert | in der Kirche Notre-Dame (Lage)             | PM08000225    | Classé         | 1967      |      |
| Grabstein für Gonti du Rieux                                           | Marmor, bezeichnet 1694 | in der Kirche St-Hilaire (Lage)             | PM08000233    | Classé         | 1967      |      |
| Reliquienbüste Heiliger Hilarius                                       | Holz, farbig gefasst und vergoldet, um 1730 | in der Kirche St-Hilaire (Lage)             | PM08000893    | Classé         | 1975      |      |
| Sakristeischrank                                                       | Holz, 19. Jahrhundert | in der Kirche St-Hilaire (Lage)             | PM08001159    | Inscrit        | 1988      |      |
| Kruzifix                                                               | Holz, 18. Jahrhundert | in der Kirche St-Hilaire (Lage)             | PM08001158    | Inscrit        | 1988      |      |
| Skulptur Heiliger Bartholomäus                                         | Holz, farbig gefasst, 18. Jahrhundert | in der Kirche Notre-Dame (Lage)             | PM08001015    | Inscrit        | 1977      |      |
| Skulptur Heilige Barbara (1)                                           | Holz, farbig gefasst, 18. Jahrhundert; in der Kirche St-Hilaire deponiert                                                                                  | in der Kirche Notre-Dame (Lage)             | PM08001014    | Inscrit        | 1977      |      |
| Kruzifix                                                               | Holz, 16. Jahrhundert | in der Kirche Notre-Dame (Lage)             | PM08000212    | Classé         | 1932      |      |
| Hauptaltar                                                             | Altartisch, Tabernakel und Retabel; Marmor, Holz, 17. oder 18. Jahrhundert; aus dem Jesuitenkloster in Dinant                                              | in der Kirche Notre-Dame (Lage)             | PM08000215    | Classé         | 1970      |      |
| Grabstein für Bertrand Wespin                                          | Stein, bezeichnet 1738 | in der Kirche Notre-Dame (Lage)             | PM08000221    | Classé         | 1967      |      |
| Kanzel                                                                 | Holz, 18. Jahrhundert | in der Kirche Notre-Dame (Lage)             | PM08000224    | Classé         | 1967      |      |
| Grabstein für Kukuilberk de Prudamont-Lanmar                           | Marmor, bezeichnet 1733 und 1756 | in der Kirche St-Hilaire (Lage)             | PM08000234    | Classé         | 1967      |      |
| Skulpturen der zwölf Apostel                                           | Holz, farbig gefasst und vergoldet, 18. Jahrhundert | im Hôtel de Ville (Lage)                    | PM08000238    | Classé         | 1976      |      |
| Skulptur Johannes der Täufer                                           | Eichenholz, 18. oder 19. Jahrhundert | in der Kirche St-Hilaire (Lage)             | PM08000896    | Inscrit        | 1975      |      |
| Skulptur Heilige Barbara (2)                                           | Stein, farbig gefasst, 18. Jahrhundert | in der Kirche St-Hilaire (Lage)             | PM08001157    | Inscrit        | 1988      |      |
| Kollektenschale                                                        | Silber, bezeichnet 1835 | in der Kirche St-Hilaire (Lage)             | PM08001312    | Inscrit        | 2012      |      |
| Skulptur Heiliger Rochus                                               | Holz, farbig gefasst und vergoldet, 18. Jahrhundert; verschwunden                                                                                          | in der Kirche Notre-Dame (Lage)             | PM08001017    | Inscrit        | 1977      |      |
| Grabstein für Jean Marie du Fay                                        | Marmor, bezeichnet 1718 | in der Kirche Notre-Dame (Lage)             | PM08001019    | Inscrit        | 1977      |      |
| Chorgestühl mit Wandvertäfelung                                        | Holz, bemalt, 1751 | in der Kirche Notre-Dame (Lage)             | PM08000213    | Classé         | 1970      |      |
| Haupt- und Seitenaltäre                                                | Hauptaltar: Altartisch, Tabernakel, Retabel und Gemälde; Seitenaltäre: jeweils Altartisch, Tabernakel und Retabel; Stein, Marmor und Holz, bezeichnet 1682 | in der Kirche St-Hilaire (Lage)             | PM08000217    | Classé         | 1970      |      |
| Gemälde Die heilige Familie mit Engeln                                 | Ölfarbe auf Leinwand, 18. Jahrhundert | im Hôtel de Ville (Lage)                    | PM08000219    | Classé         | 1980      |      |
| Konsoltisch                                                            | Holz, vergoldet, Marmor, 18. Jahrhundert | in der Kirche Notre-Dame (Lage)             | PM08000226    | Classé         | 1967      |      |
| Grabstein für Godefroy Lanmar und Marie Collebeau                      | Marmor, bezeichnet 1693 | in der Kirche St-Hilaire (Lage)             | PM08000228    | Classé         | 1967      |      |
| Gemälde Heiliger Petrus von Alcantara                                  | Ölfarbe auf Leinwand, zweite Hälfte des 17. Jahrhunderts; aus dem Rekollektenkloster                                                                       | in der Kirche St-Hilaire (Lage)             | PM08000230    | Classé         | 1967      |      |
| Grabstein für Hubert Maguin, Anne Gillet, Lambert und François Maguin  | Marmor, bezeichnet 1696, 1719 und 1741 | in der Kirche St-Hilaire (Lage)             | PM08000232    | Classé         | 1967      |      |
| Büste von Étienne Méhul                                                | Marmor, 1840 von Jean François Théodore Gechter | im Hôtel de Ville (Lage)                    | PM08000689    | Classé         | 2007      |      |
| Gemälde Porträt von Étienne Méhul                                      | Ölfarbe auf Leinwand, Mitte des 19. Jahrhunderts, von Antoine Joseph Wiertz                                                                                | im Hôtel de Ville (Lage)                    | PM08000690    | Classé         | 2007      |      |
| Gemälde Jesus und die Schriftgelehrten                                 | Ölfarbe auf Leinwand, 18. Jahrhundert | in der Kirche St-Hilaire (Lage)             | PM08000894    | Inscrit        | 1975      |      |
| Grabstein für Guillaume Toupet                                         | Marmor, bezeichnet 1781 | in der Kirche St-Hilaire (Lage)             | PM08000898    | Inscrit        | 1975      |      |
| Skulptur Heiliger Hilarius                                             | Holz, 19. Jahrhundert | in der Kirche St-Hilaire (Lage)             | PM08000897    | Inscrit        | 1975      |      |
| Drei Beichtstühle                                                      | Holz, vergoldet, 18. Jahrhundert | in der Kirche Notre-Dame (Lage)             | PM08001012    | Inscrit        | 1977      |      |
| Herz-Jesu-Altar                                                        | Altartisch, Tabernakel und Retabel; Stein, bemalt, Marmor, Metall, vergoldet, drittes Viertel des 19. Jahrhunderts                                         | in der Kirche Notre-Dame (Lage)             | PM08001010    | Inscrit        | 1977      |      |
| Agrapau-Altar                                                          | dem heiligen Erasmus von Antiochia gewidmet; Altartisch, Retabel und Skulptur; Holz, farbig gefasst und vergoldet, 19. Jahrhundert                         | in der Kirche Notre-Dame (Lage)             | PM08001011    | Inscrit        | 1977      |      |
| Marienaltar                                                            | Altartisch, Tabernakel und Retabel; Stein, bemalt, Marmor, Metall, vergoldet, bezeichnet 1872                                                              | in der Kirche Notre-Dame (Lage)             | PM08001009    | Inscrit        | 1977      |      |